# Mistrzostwa Europy w układaniu Kostki Rubika 2008
Mistrzostwa Europy w układaniu Kostki Rubika 2008 (ang  European Rubik's Cube Championship 2008) oficjalny turniej w speedcubingu o charakterze międzynarodowym zorganizowany przez World Cube Association.
Na organizatora mistrzostw wybrano Hiszpanie. Mistrzostwa odbyły się w Derio Sports Center w dniach 19 i 21 września.

## Konkurencje
| Konkurencja                                           | Imię                       | Najlepszy wynik | Średnia       | Państwo   | Ułożenia                                |
| ----------------------------------------------------- | -------------------------- | --------------- | ------------- | --------- | --------------------------------------- |
| Kostka Rubika                                         | Tomasz Żołnowski           | 10.44           | 11.71         | Polska    | 33.28 11.30 11.61 10.44 12.22           |
| Kostka 2x2x2                                          | Edouard Chambon            | 3.19            | 3.43 WR       | Francja   | 3.19 3.25 3.34 3.71 4.11                |
| Kostka 4x4x4                                          | Erik Akkersdijk            | 47.65           | 49.83         | Holandia  | 49.50 53.84 51.03 48.96 47.65           |
| Kostka 5x5x5                                          | Erik Akkersdijk            | 1:24.69         | 1:26.88       | Holandia  | 1:26.56 1:27.02 1:29.61 1:24.69 1:27.05 |
| 3x3x3 Bez patrzenia                                   | Rafał Guzewicz             | 1:12.34         | 1:18.39 ER    | Polska    | 1:25.88 1:16.96 1:12.34                 |
| 3x3x3 Liczba ruchów                                   | Gunnar Krig                | 36              | 36            | Szwecja   | 36                                      |
| 3x3x3 Jedną ręką                                      | Milán Baticz               | 19.22           | 21.79         | Węgry     | 19.22 19.71 21.84 23.93 23.81           |
| 3x3x3 Stopami                                         | Erik Akkersdijk            | 1:04.01         | 1:04.01       | Holandia  | 1:04.01                                 |
| Megaminx                                              | Erik Akkersdijk            | 1:04.58         | 1:08.39       | Holandia  | 1:12.21 1:08.38 1:04.58                 |
| Pyraminx                                              | Tomasz Kiedrowicz          | 3.62            | 5.35          | Polska    | 3.62 5.82 5.30 6.28 4.92                |
| Rubik's Clock                                         | Ernesto Fernández Regueira | 8.95            | 9.94 NR       | Hiszpania | 9.97 8.95 10.90                         |
| Square-1                                              | Lars Vandenbergh           | 18.98 NR        | 24.42 NR      | Belgia    | 26.80 18.98 27.48                       |
| 4x4x4 Bez patrzenia                                   | Rafał Guzewicz             | 7:54.35 ER      | 7:54.35 ER    | Polska    | 7:54.35 DNF                             |
| 5x5x5 Bez patrzenia                                   | Rafał Guzewicz             | 16:15.00 ER     | 16:15.00      | Polska    | 16:15.00 DNF                            |
| Rubik's Magic                                         | Olivér Perge               | 0.95            | 1.02          | Węgry     | 1.07 0.96 0.95 1.02 DNF                 |
| Master Magic                                          | Máté Horváth               | 1.88            | 1.95 WR       | Węgry     | 1.97 1.90 1.98 1.88 DNF                 |
| Kostka Rubika: Liczba kostek bez patrzenia stary styl | Dennis Strehlau            | 24/30 2:33:09   | 24/30 2:33:09 | Niemcy    | 24/30 2:33:09                           |